# Campo sportivo Mario Giuriati
Il campo sportivo Mario Giuriati, anche noto come stadio Mario Giuriati, è un impianto sportivo polivalente italiano che si trova nel quartiere Città Studi di Milano; di proprietà comunale, è in gestione al locale Politecnico e, oltre a svolgere le funzioni di stadio universitario fin dalla sua apertura avvenuta nel 1929, fu anche il terreno interno della compagine di rugby dell'Amatori Milano che su tale campo vinse la quasi totalità dei suoi 18 titoli di campione d'Italia.
È intitolato alla memoria di Mario Giuriati (1895-1916), giovane ufficiale e calciatore milanese morto a vent'anni in una battaglia della Grande Guerra sul monte Sabotino.

## Storia
Lo stadio, ufficialmente chiamato all'epoca Campo rionale Mario Giurati, nacque nel quadro di un'iniziativa mista governo / privati su scala nazionale per assicurare strutture atletiche ai giovani, in ragione dell'importanza che il fascismo attribuiva alla loro formazione sportiva.
L'inaugurazione avvenne il 29 ottobre 1929, nel settimo anniversario della salita al potere di Benito Mussolini.

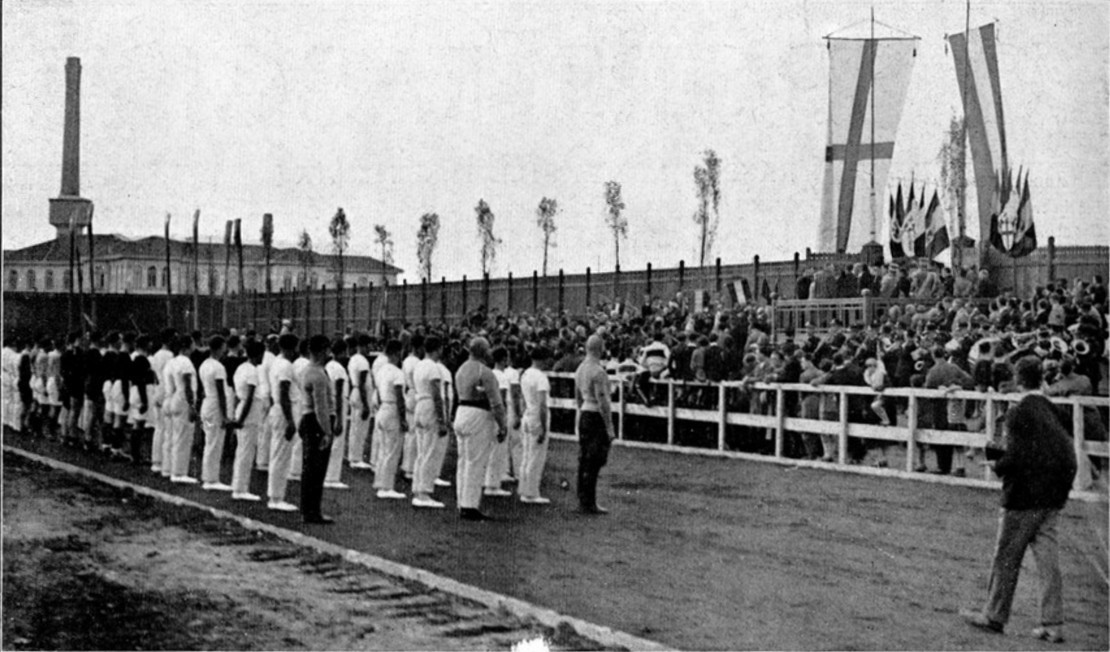
La cerimonia d'inaugurazione, 1929

Già dalla sua inaugurazione il campo divenne il terreno interno della squadra di rugby dell'Amatori Milano, ma ospitò anche riunioni di atletica: in una delle ultime del primo dopoguerra, Adolfo Consolini lanciò il disco a 53,34 m, un centimetro in meno dell'allora primatita mondiale Lampert, e miglior prestazione italiana di sempre.
Dopo l'Armistizio di Cassibile e la caduta di Milano in mano ai repubblichini fascisti di Salò, il campo del Giuriati fu teatro di tre sommarie esecuzioni contro, complessivamente, quindici partigiani.
A guerra finita e Italia liberata, Consolini realizzò al Giuriati il suo record mondiale, lanciando il disco a 54,23 m.
Una targa ricordo apposta nell'atrio d'ingresso allo stadio commemora l'impresa sportiva di Consolini.
All'Amatori si affiancò dal 1945 l'A.S. Rugby Milano, più giovane squadra cittadina che raggiunse risultati di rilievo negli anni cinquanta con l'arrivo alle finali nazionali per il titolo; con il rientro dell'Amatori in prima divisione e il suo ritorno alla vittoria a livello nazionale (quattro volte campione d'Italia negli anni novanta), il Giuriati fu anche sottoposto ad alcuni lavori di ristrutturazione.
Dal 2008 il Giuriati è in gestione al Politecnico di Milano; nel 2010 l'Amatori lasciò l'impianto per giocare all'Arena, mentre l'A.S. Milano Rugby gioca dal 2015 al campo Curioni; da tale data la struttura è in uso solo al CUS Milano.